# Hillbrow

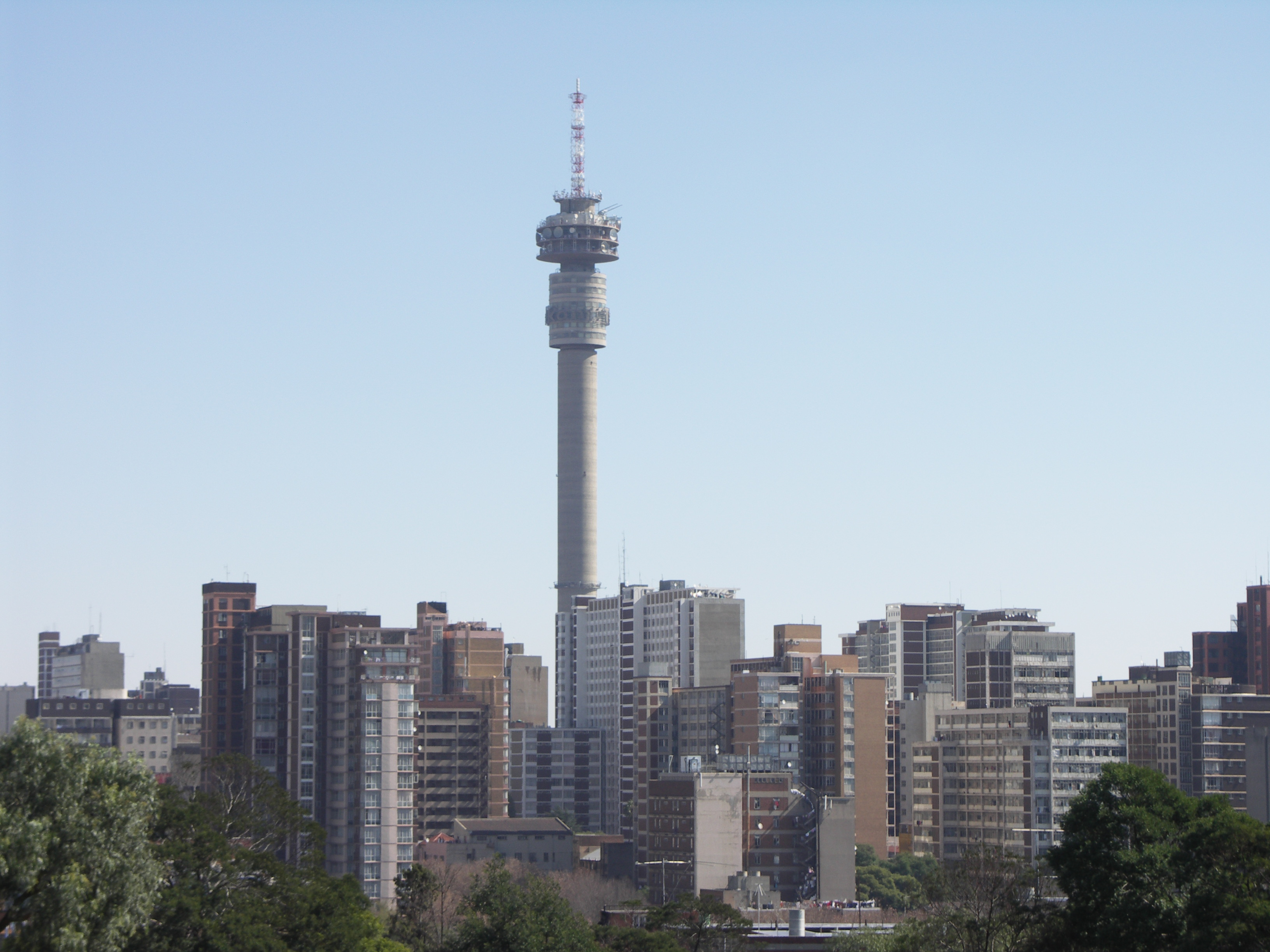
La tour de télécommunication du quartier de Hillbrow est un symbole de la ville de Johannesburg. Achevée en 1971, elle s'élève à 270 mètres de hauteur et porte le nom de JG Strijdom Tower avant d'être rebaptisé Telkom Joburg Tower en 2005. Le restaurant de luxe situé sur un plateau tournant à son sommet a été fermé en 1981

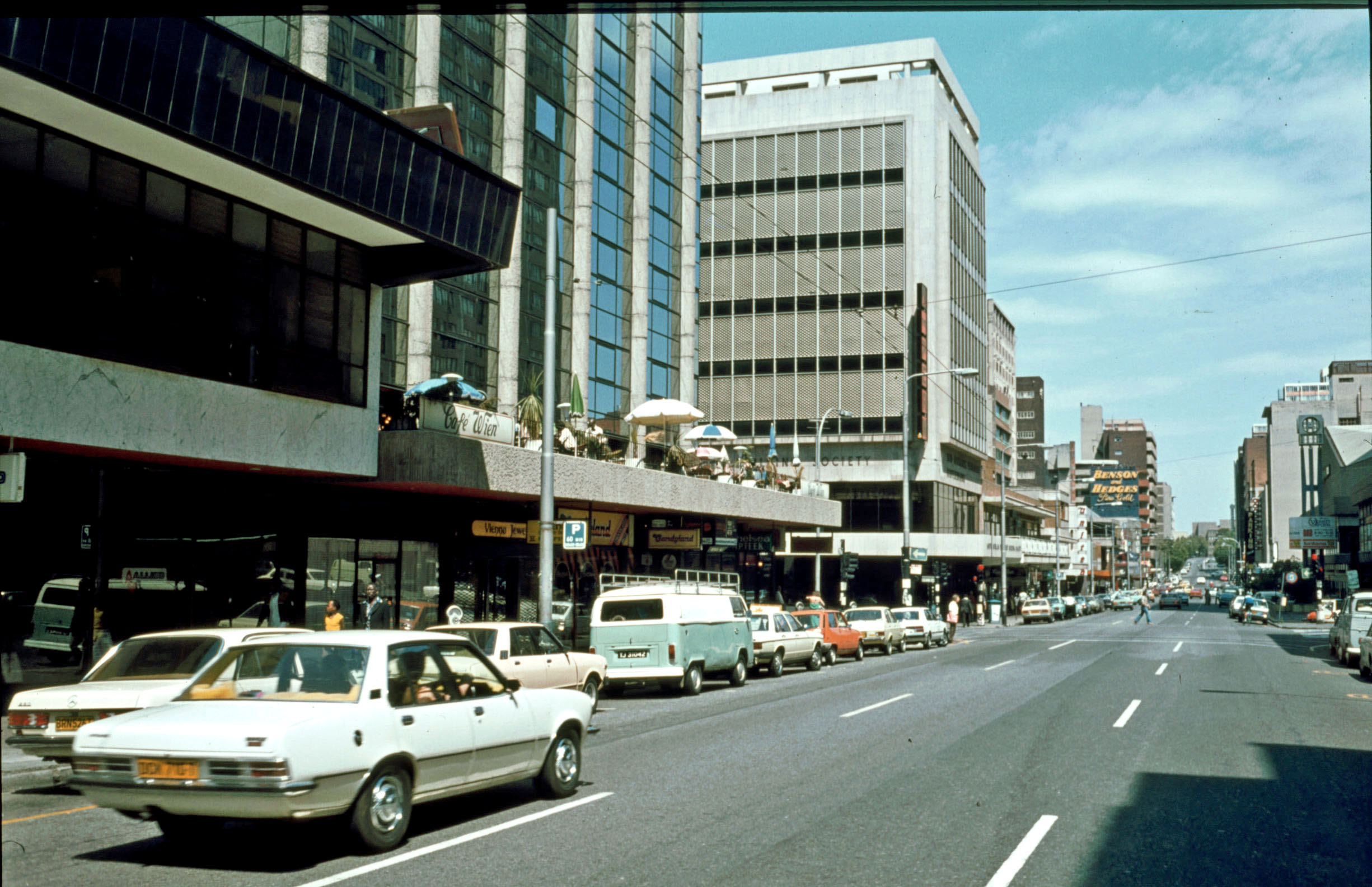
Hillbrow en 1980

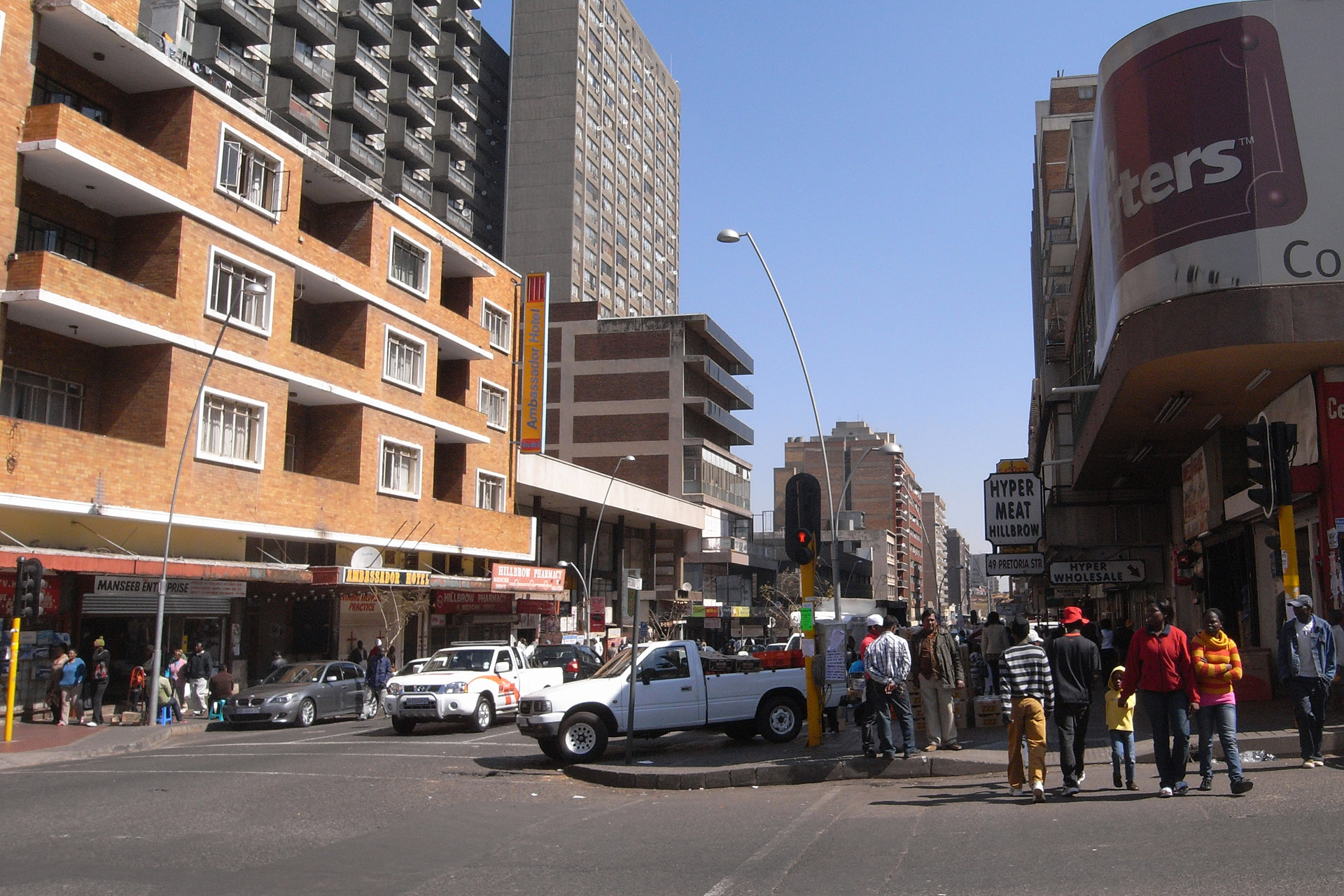
Rues de Hillbrow

Hillbrow est un quartier résidentiel du centre-ville de Johannesbourg, en Afrique du Sud. Il est réputé pour sa forte densité de population et ses taux élevés de chômage, de pauvreté et d'insécurité.
Dans les années 1970, le quartier de Hillbrow était réservé aux groupes de population blanche en vertu du Group Areas Act avant de devenir une "zone grise" et l'un des premiers quartiers racialement mélangé, ouvert aux différentes ethnies du pays. Il devient rapidement un quartier cosmopolite et politiquement progressiste, particulièrement apprécié aussi des communautés gay et lesbiennes du pays. En raison d'une mauvaise planification de son infrastructure, il ne peut faire face à l'afflux de nouvelles populations. Le manque d'investissement, la dégradation des bâtiments principaux combiné à l'exode des habitants de la classe moyenne durant les années 1980 font de Hillbrow un quartier réputé insalubre et dangereux dans les années 1990.
Aujourd'hui, la majorité des habitants, noire à plus de 98%, sont des migrants pauvres issus des townships et des zones rurales. Un programme de rénovation urbaine a été entrepris. C'est à Hillbrow que se situe la Johannesburg Art Gallery.  
Hillbrow est le quartier où se situe Ponte City, la plus haute tour résidentielle de Johannesburg. Conçu par l'architecte Rodney Grosskopff, achevée en 1975, la tour cylindrique de Ponte City compte 54 étages. Autrefois adresse recherchée par la classe moyenne, Ponte City est devenu un bâtiment délabré, surpeuplé et dangereux au cours des années 1990. Depuis 1999, le bâtiment fait l'objet d'une attention particulière des autorités municipales et a connu une réhabilitation  progressive, financée par la ville, la province et le gouvernement. 